# ハリー・パッチ

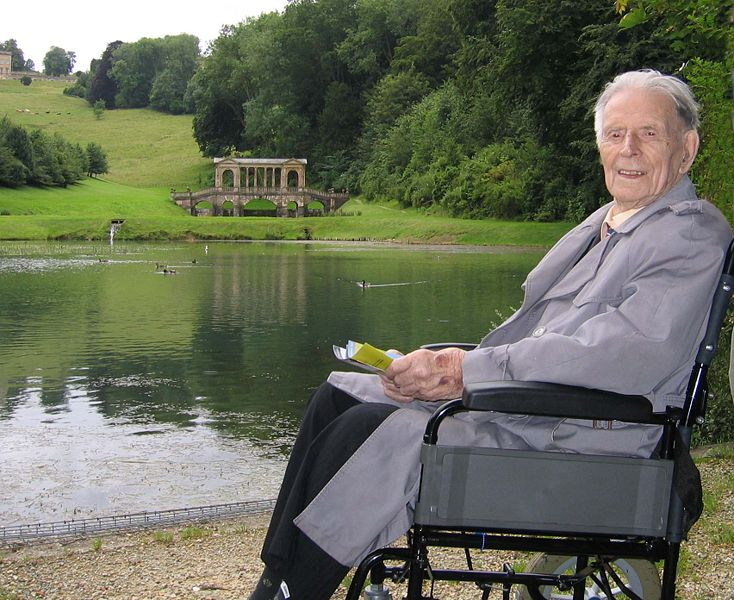
ハリー・パッチ

ヘンリー・ジョン・パッチ（英: Henry John Patch、1898年6月17日 - 2009年7月25日）は、イギリスの元軍人、スーパーセンテナリアン。第一次世界大戦で戦った最後の生存者で、111年38日生きた長寿者としてラスト・トミー（Last Tommy）という名前でも知られている。存命中にはウォルター・ブルーニングと木村次郎右衛門に次いで3番目に長寿の男性であった。

## 生後
1898年6月17日、サマセット近くのカン・ダウンに生まれる。1901年3月31日の国勢調査で父のウィリアム(1863年-1945年)、母のエリザベス(1857年-1951年)、兄のジョージ(1888年-1983年)、ウィリアム(1894年-1981年)のもとに2歳と登録されているのがその裏付けである。また1911年の国勢調査でも同じ地域に住んでいた。
彼の家族は長寿な人物が多く、家族で最年長の兄ジョージは95歳まで生き、それ以外も死去時には全員が80歳を超えていた。
彼らの兄はそれぞれ大工と銀行員になり、ハリー自身は1913年に学校を卒業した後に見習いの配管工になった。

## 第一次世界大戦中
1916年にトーントンでの任務を終えたのち、二等兵としてイギリス陸軍に徴兵された。1916年から17年の冬に兵長に昇進したものの、彼のブーツを取った兵士との喧嘩の末に降格され、それ以降昇進することはなかった。その後に歩兵連隊での訓練を終えた後、ロイヤル・ウォリックシャー連隊などにファイルを添付したのち、ルイス軽機関銃を使用する砲手の助手を務めた。
1917年の6月にフランスに到着し、パッシェンデールの戦いの時に西部戦線で戦闘していた。同年9月22日に砲弾が頭上で爆発したことにより、3人の仲間が死亡した。その後前線から外され、12月23日に帰国した。ドイツとの休戦協定が行われたときにはワイト島にいた。
当時のことを彼はこう語っている。

### 勲章
パッチは合計8つの勲章を獲得した。まず第一次世界大戦の功績から、イギリス戦争勲章、勝利勲章を獲得した。1998年にはフランスでの戦争で生き残ったことから、レジオンドヌール勲章に認定された。賞は彼の101歳の誕生日の日に授与された。2008年1月7日、アルベール2世からレオポルド勲章を授与された。同年9月にオランダの大使公邸で行われた式典で、駐英大使から賞を授与された。
第二次世界大戦の功績からも、防衛勲章をイギリスから授与された。その後勲章は消えてしまったが、9月20日に消防署で行われた式典で交換勲章を授与された。ほかにも国家奉仕勲章、オース・ド・コンバット勲章を授与された。これらは彼の意向により、ボドミンの博物館に展示されている。

## 戦後
戦後は配管工の仕事に復帰し、ウィルス記念館で4年間勤務したのち、配管会社の支店長になった。その後1年間ベデカー爆撃に対処する非常勤の消防士になった。戦時中にサマセットのストリートに移住し、65歳で退職するまで会社を経営していた。
1919年9月13日にエイダ・ビリントン(1891年-1976年)と結婚。2人の子供を設ける。エイダは1976年に重度の脳卒中を負い9月20日に死去した。
1982年6月5日にキャスリーン・ジョイ(1901年-1989年)と再婚。キャスリーンは1989年3月18日に乳がんで死去した。
ハリーの長男デニスは母親の死に深刻な影響を受け、飲酒を行うようになった。1987年に肝硬変により死去した。デニスの死去後はもう一人の息子のゴーデンとは疎遠になり、最後の20年間は話すこともなかった。ゴーデンは2002年に癌で死去した。
100歳の頃に老人ホームに移住し、同じく未亡人のドリス・ウィテカーを見つける。
2005年12月16日、ブリストル大学から名誉修士号の称号を授与される。ハリーは1920年代にこの建物の建設に関わっていた。ジョージ5世が開設したタワーの建設に関わったことが主な理由だという。
またこれにより、107歳182日で「名誉学位を取得した最高齢の人物」としてギネス世界記録に認定された。

## 死去

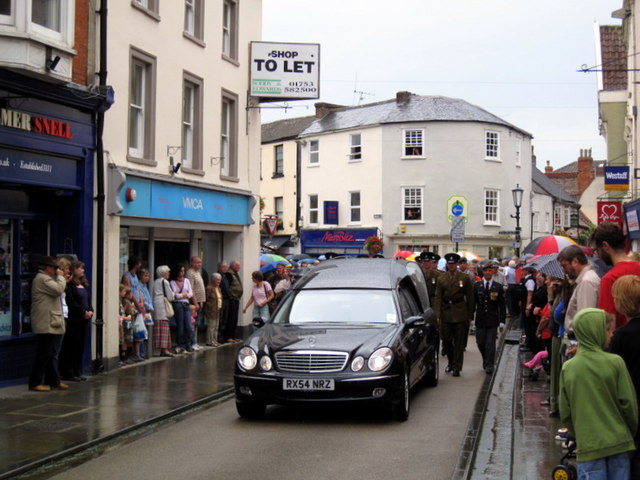
ハリー・パッチの葬儀行列

2009年7月25日午前9時、ウェルズで死去。111歳38日没。その7日前には、第一次世界大戦に参加した2番目の生存者であるヘンリー・アリンガムが死去していた。

### 葬儀
ハリーの葬儀は8月6日にウェルズ大聖堂にて行われた。ウェルズ大聖堂の鐘は彼の生きた年数を記念し、111回鳴らされた。彼の棺にはベルギー、ドイツ、フランスの各軍から2人の民間兵士が同行した。
ハリーの生前の意向から、葬儀で銃を持つことは許可されず、兵隊の兵士でさえも武器を何一つ持っていなかった。
この葬儀はテレビやラジオで報道され、それに対する国民の関心から、1050枚のチケットが利用できた。一部の人は敬意を払いたく思い、大聖堂の草の上で一晩寝たとされる。
葬儀はジョン・クラーク、ピーター・モーリスらにより行われた。